# استفانا ولیکوویچ
استفانا ولیکوویچ (سیریلیک صربی: Стефана Вељковић؛ زادهٔ ۹ ژانویهٔ ۱۹۹۰) بازیکن والیبال اهل صربستان است.
استفانا در دو المپیک ۲۰۰۸ و ۲۰۱۲ در ترکیب تیم ملی صربستان حضور داشت.